# Bruch (Frankrijk)
Bruch is een gemeente in het Franse departement Lot-et-Garonne (regio Nouvelle-Aquitaine) en telt 721 inwoners (1999). De plaats maakt deel uit van het arrondissement Nérac.

## Geografie
De oppervlakte van Bruch bedraagt 16,0 km², de bevolkingsdichtheid is 45,1 inwoners per km².
De onderstaande kaart toont de ligging van Bruch (Frankrijk) met de belangrijkste infrastructuur en aangrenzende gemeenten.

## Demografie
Onderstaande figuur toont het verloop van het inwonertal (bron: INSEE-tellingen).